# Elephantomyia chionopoda
Elephantomyia chionopoda är en tvåvingeart som beskrevs av Alexander 1943. Elephantomyia chionopoda ingår i släktet Elephantomyia och familjen småharkrankar.
Artens utbredningsområde är Peru. Inga underarter finns listade i Catalogue of Life.